# ペピータ (小惑星)
ペピータ (1102 Pepita)は、小惑星帯の小惑星である。1928年11月5日にホセ・コマス・ソラがバルセロナのファブラ天文台で発見した。発見者自身のニックネームの女性形Pepitoに因んで命名された。